# II. István horvát király
II. István (? – 1091 eleje) a Trpimirović-ház utolsó férfi sarja, egyben az utolsó horvát származású király, aki a középkori Horvát Királyság teljes területe fölött uralkodott, 1089-től 1091-ig.
Eredetileg IV. Krešimir utódja kellett volna, hogy legyen, de a nép és az egyház akaratára félrerakták és helyette Szlavónia bánját, Dmitar Zvonimirt tettek meg utóddá. Amikor Zvonimir meghalt 1089-ben, István már öreg és beteges volt. Emellett elfogadta a trónt a nemesség és az egyház kérésére.
II. István uralma rövid ideig tartott és nem volt nagy hatása. A király főleg a Spalato környékén található Szent István-monostorban töltötte idejét. Az özvegy Ilona királyné közben összeesküvést szervezett, hogy Szent László magyar királyt juttassák a trónra.
II. István békésen halt meg 1090 decemberében, vagy 1091 elején. Utódot nem hagyott maga után. Halála után rögtön polgárháború tört ki. A déli nemesség Svačić Pétert választotta királyá, 1093-ban viszont I. László magyar király tört be az országba. 1097-ben a Gvozd-hegységi csatában a magyarok győzelmével Horvátország magyar uralom alá került.